# Registro Unificado de Víctimas del Terrorismo de Estado (RUVTE)
El Registro Unificado de las Víctimas del Terrorismo de Estado (RUVTE) es un informe de la Unidad de Investigación de la Secretaría de Derechos Humanos de la Nación Argentina, creado por la Resolución Nº 1261 del Ministerio de Justicia, el cual sistematiza la información existente sobre el accionar ilegal del Estado argentino, construyendo un registro unificado de las víctimas del terrorismo de Estado y los Centros Clandestinos de Detención implementados para este propósito entre el 28 de junio de 1966 y el 10 de diciembre de 1983. El objetivo de este informe es contribuir al conocimiento de los hechos relacionados al terrorismo de Estado y aportar evidencias para las causas judiciales por delitos de lesa humanidad.

## Historia del RUVTE
El origen del RUVTE se remonta a 1994, tras la sanción de las leyes 24.321 (que introdujo la figura del ausente por desaparición forzada) y 24.411 (que otorgó derecho a una reparación económica), cuando la Subsecretaría de Derechos Humanos del Ministerio del Interior comenzó a formar equipos de investigación. Estos recuperaron y actualizaron la base de datos original elaborada por la CONADEP en 1984, integrándola con nuevas denuncias, testimonios y registros, como los del Registro Especial de Fallecidos (Redefa). En 1997 se consolida una nueva base de datos unificada bajo la Unidad Ejecutora de la Ley 24.321, y en 2000 la Subsecretaría pasa al Ministerio de Justicia con rango de Secretaría de Estado. En 2006 se publicó una actualización integral de los Anexos del Nunca Más, unificando por primera vez las bases de CONADEP, la Secretaría de Derechos Humanos y Redefa. En 2011 se desarrolla una base ampliada de alta especificidad bajo el Archivo Nacional de la Memoria (ANM), y en 2014 se formaliza el RUVTE como programa oficial mediante resolución ministerial. Desde 2021, el RUVTE depende del ANM y continúa su labor de registro, memoria y reparación.

## Centros Clandestinos de Detención (CCD) y registro de accionar represivo
Desde 2022, el RUVTE dispone de una serie de mapas políticos de la Argentina que detallan todos los CCDs implementados para el accionar ilegal del estado entre 1974 y 1983. Por un lado, hay un mapa de toda la Argentina que detalla la cantidad de CCDs en todas las provincias, llegando a un total de 814. En este mapa, la Argentina está dividida en cinco secciones: la Provincia de Buenos Aires y La Pampa son la zona 1; el Litoral y el Noreste la zona 2; las regiones de Cuyo y el NOA la zona 3; la zona norte del Gran Buenos Aires hasta la municipalidad de Zárate la zona 4; y la Patagonia la zona 5. A estas zonas, según el mapa, las controlaban distintos cuerpos del ejército, los cuales respondían a la Junta Militar. A su vez, el mapa distingue todos los CCDs en base a la rama de las fuerzas armadas que las controlaba. La mayoría de los CCDs estaban bajo el control de las fuerzas de seguridad provinciales correspondientes, con un total de 443 centros. Al mismo tiempo, el RUVTE dispone de mapas para todas las provincias detallando la misma información –así como también una ubicación mas precisa de los centros–, y algunos en aquellas ciudades donde mas CCDs operaron
En conjunto con los mapas de CCDs, el RUVTE dispone desde julio de 2015 una serie de mapas del Área Metropolitana de Buenos Aires (AMBA), detallando los distintos hechos de secuestro y asesinato geográfica y cronológicamente. Los mapas son cuatro: uno para el período 1969-1973; uno para los años 1974 y 1975; uno para los años 1976 y 1977; y uno para el año 1978 y para el período 1979-1983. Entre todos estos, el RUVTE es capaz de localizar y describir 1734 hechos y 2215 víctimas. Sin embargo, se destaca que todos los episodios de accionar ilegal efectuados en este tiempo y espacio no aparecen en los mapas, debido a la incapacidad de localizar el lugar exacto del suceso en concreto. En total el primer mapa estima un total de 3458 víctimas afectadas en 2899 hechos, quedando expuestos en los mapas un 59% de estos

## Informe de Investigación año 2015
El informe del RUVTE correspondiente al año 2015 constituye un relevamiento oficial de las personas víctimas de desaparición forzada y asesinatos cometidos por el terrorismo de Estado en Argentina entre 1966 y 1983, con especial concentración en el período 1974-1983. El informe incluye las víctimas de 1966 en adelante a forma de trazar una conexión entre la implementación del terrorismo de Estado y la promulgación de la Ley de Defensa Nacional en octubre de 1966. Este se creó centralizando información proveniente de diversas fuentes estatales y de organismos de derechos humanos.
El informe presenta dos documentos listando las víctimas del accionar ilegal represivo ilegal del estado para dicho período –de más de 650 páginas cada uno– con los cuales se llega a una cifra de 7018 víctimas de desaparición forzada y 1613 víctimas de asesinato. El documento reconoce explícitamente que el número total de víctimas registradas hasta ese año no representa una cifra definitiva ni cerrada. La base de datos pero subraya el hecho de que el informe no contempla en su listado las personas detenidas por el terrorismo de Estado, pero que posteriormente recuperaron su libertad. Al mismo tiempo, se reconoce la existencia de numerosas otras víctimas de desaparición forzada o asesinato cuya información aún no ha sido incorporada, producto de obstáculos en la reconstrucción histórica. Debido a estos obstáculos, el informe RUVTE está en constante actualización; la última se produjo en mayo de 2022.
El informe contiene además vínculos directos a las bases públicas de datos del RUVTE, herramientas de consulta y criterios metodológicos, como así también referencias normativas y técnicas sobre cómo se construyen los legajos y se valida la información.
Los informes disponibles del RUVTE son los siguientes:
- Palabras preliminares.[11]
- Listado de víctimas del accionar represivo ilegal del Estado Argentino (A-K).[10]
- Listado de víctimas del accionar represivo ilegal del Estado Argentino (L-Z).[12]
- Listado de casos sin denuncia formal.[13]
- Índice de apodos.[14]
- Cuadros Estadísticos.[15]
- Listado de Centros Clandestinos de Detención.[16]
- Mapas de Centros Clandestinos de Detención por jurisdicción (Parte I)[17]
- Mapas de Centros Clandestinos de Detención por jurisdicción (Parte II)[18]
- Mapa Nacional de Centros Clandestinos de Detención.[6]
- Mapa de Centros Clandestinos de Detención por zonas (mayo 2022)[19]
- Fundamentos conceptuales y cuadros estadísticos (mayo 2022)[20]